# Força Aèria de l'Exèrcit Popular de Corea
La Força Aèria de l'Exèrcit Popular de Corea (en coreà: 조선인민군 공군, RR Joseon Inmingun Gonggun), és el nom de la Força aèria de Corea del Nord. La FAPC és la segona branca més gran de l'Exèrcit Popular de Corea amb més de 110,000 homes. Posseeix 940 aeronaus de diferents tipus, la majoria d'origen soviètic o xinès. La seva funció principal és defensar l'espai aeri de Corea del Nord de les agressions imperialistes.

## Aeronaus
| Nom                 | País                         | Tipus                   | Unitats      | Imatges      |
| Avió de caça        | Avió de caça                 | Avió de caça            | Avió de caça | Avió de caça |
| ------------------- | ---------------------------- | ----------------------- | ------------ | ------------ |
| Chengdu F-7         | República Popular de la Xina | Caça                    | 120          |              |
| Shenyang F-5        | República Popular de la Xina | Caça                    | 106          |              |
| Shenyang F-6        | República Popular de la Xina | Caça                    | 97           |              |
| MiG-23              | Unió Soviètica               | Caça                    | 56           |              |
| MiG-29              | Unió Soviètica               | Caça                    | 35           |              |
| MiG-21              | Unió Soviètica               | Caça                    | 26           |              |
| Bombarder           |                              |                         |              |              |
| Ilyushin Il-28      | Unió Soviètica               | Bombarder               | 80           |              |
| Sukhoi Su-7         | Unió Soviètica               | Bombarder               | 18           |              |
| Avió d'atac a terra |                              |                         |              |              |
| Sukhoi Su-25        | Unió Soviètica               | Avió d'atac a terra     | 34           |              |
| Avió de transport   |                              |                         |              |              |
| An-24               | Unió Soviètica               | Avió de transport       | 1            |              |
| Avió d'entrenament  |                              |                         |              |              |
| Shenyang F-5        | República Popular de la Xina | Avió d'entrenament      | 135          |              |
| JJ-2 / MiG-15       | República Popular de la Xina | Avió d'entrenament      | 30           |              |
| Helicòpters         |                              |                         |              |              |
| MD 500              | Estats Units                 | Helicòpter polivalent   | 84           |              |
| PZL Mi-2            | Polònia                      | Helicòpter de transport | 46           |              |
| Mil Mi-8            | Unió Soviètica               | Helicòpter de transport | 40           |              |
| Mil Mi-24           | Unió Soviètica               | Helicòpter d'atac       | 20           |              |
| Mil Mi-14           | Unió Soviètica               | Recerca i rescat        | 8            |              |
| Mil Mi-26           | Unió Soviètica               | Helicòpter de transport | 4            |              |